# Gordiano I
Marco Antonio Gordiano Semproniano Romano Africano, meglio noto come Gordiano I (latino: Marcus Antonius Gordianus Sempronianus Romanus Africanus; Frigia, 159 circa – Cartagine, 12 aprile 238), è stato imperatore romano per poche settimane nel marzo/aprile del 238, assieme al figlio Gordiano II.

## Biografia

### Origini
Nato molto probabilmente nella regione anatolica centro-occidentale della Frigia, compresa all'epoca nella provincia romana della Galazia, ben poco si conosce delle sue origini familiari e dei suoi primi anni di vita, i cui riferimenti alla famiglia, che pare appartenesse all'ordine equestre e che fosse molto ricca, sono alquanto scarse; pare però che fosse imparentato con senatori di un certo rilievo.
Secondo la non sempre attendibile Historia Augusta, sua madre si chiamava Ulpia Gordiana, mentre suo padre era un senatore di nome Mecio Marullo; gli storici hanno però scartato come fasullo questo nome. Partendo dal suo cognomen, Gordianus, sembrerebbe che le sue origini ancestrali siano da ricercarsi nella stessa Frigia o Galazia, ciò basato sul fatto che potrebbe essersi originato dall'etnonimo della città di Gordio, mentre gli altri cognomina, Sempronianus e Romanus, potrebbero essere un collegamento alla gens materna (forse menzionata in un'iscrizione funebre - intestata non a caso ad una tale Sempronia Romana - rinvenuta ad Ancyra, l'odierna capitale turca di Ankara); i suoi praenomen e nomen, Marcus Antonius, suggerirebbero invece che i suoi antenati conseguirono la cittadinanza romana sotto il triumviro Marco Antonio, durante la tarda Repubblica romana.
Sempre secondo la Historia Augusta, la moglie di Gordiano sarebbe stata Fabia Orestilla, che l'autore vorrebbe discendente di Antonino Pio e Marco Aurelio attraverso il padre, Fulvio Antonino. Gli storici ritengono invece che la moglie di Gordiano fosse la nipote di Erode Attico; da lei Gordiano ebbe almeno due figli, Marco Antonio Gordiano (Gordiano II) ed Antonia Gordiana, madre di Gordiano III.

### Carriera
La carriera politica di Gordiano I iniziò relativamente tardi nella sua vita e con ogni probabilità i suoi anni giovanili furono profusi negli studi di retorica e letteratura. Come militare, Gordiano comandò la legio IIII Scythica quando questa era di guarnigione nella provincia di Siria. Ricoprì la carica di governatore in Britannia nel 216 e fu console suffetto sotto Eliogabalo. Il fatto che il suo nome sia stato cancellato da alcune iscrizioni in Britannia suggerisce che sia caduto in qualche modo in disgrazia.
Mentre egli guadagnava una grande popolarità con i magnifici giochi e spettacoli che produceva come edile, la sua prudente moglie si preoccupava di placare i sospetti di Caracalla, in cui onore egli stesso scrisse un lungo poema epico intitolato Gli Antoniniani.
Gordiano certamente curò la sua salute e le relazioni politiche durante i caotici tempi della dinastia dei Severi, il che suggerisce il suo poco amore per gli intrighi. Durante il regno di Alessandro Severo a Gordiano (che aveva già circa 80 anni) fu affidato il difficile ruolo di proconsole in Africa proconsolare. Durante il suo proconsolato Massimino Trace uccise nella Germania meridionale l'imperatore Alessandro Severo e salì al trono.

### Ascesa e caduta

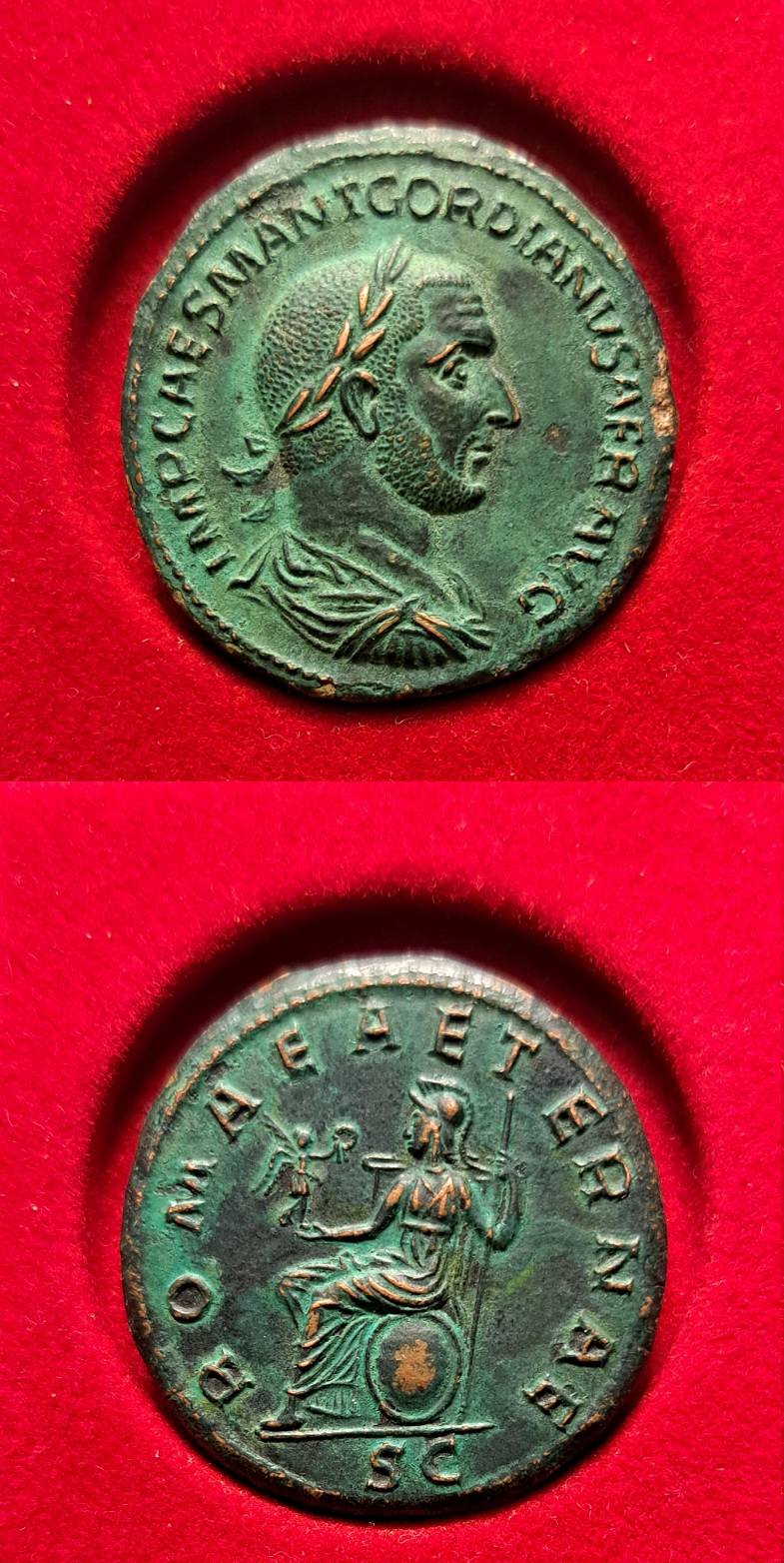
Sesterzio di Gordiano I. Al dritto è il profilo drappeggiato, corazzato e laureato dell'imperatore rivolto a destra. La legenda reca IMP(erator) CAES(ar) M(arcus) ANT(onius) GORDIANVS AFR(icanus) AVG(ustus). Al rovescio la dea Roma, rivolta a sinistra, con elmo crestato e seduta su un clipeo, regge nella sinistra una lancia e nella destra una statua della dea Vittoria la quale, rivolta a destra, le porge una corona d'alloro con la destra, mentre con la sinistra regge un ramo di palma, suo attributo. La legenda reca ROMAE AETERNAE. In esergo S(enatus) C(onsulto). La moneta, battuta dalla zecca di Cartagine, proviene dalla provincia d'Africa, di cui Gordiano era proconsole al momento della sua acclamazione imperatoria, nel 238, riconosciuta dal Senato in opposizione a Massimino, considerato hostis publicus.

Massimino era divenuto impopolare come imperatore, a causa del crescente malcontento generale dovuto ad un governo sempre più oppressivo, che era culminato con la ribellione in Africa del marzo del 238. Gordiano, spinto dal clamore popolare, assunse la porpora controvoglia sotto la minaccia delle armi, ed il cognomen Africano, il 22 marzo. In considerazione della sua età avanzata, insistette che gli venisse associato suo figlio, Marco Antonio Gordiano (Gordiano II). Pochi giorni più tardi Gordiano entrò a Cartagine con il preponderante appoggio della popolazione e dei leader politici locali.
(Erodiano, Storia dell'impero dopo Marco Aurelio, VII, 6.2.)
Poi Gordiano si affrettò ad inviare numerosi messaggi tramite ambasciatori (uno dei quali sembra fosse il futuro imperatore Valeriano), a tutti coloro che egli considerava fra i più facoltosi cittadini di Roma, tra cui alcuni senatori amici o parenti, oltre allo stesso Senato e Popolo di Roma. Promise, quindi, grande clemenza per coloro che avessero collaborato. Ai soldati (guardia pretoriana e legio II Parthica), invece, promise un donativum, come mai prima di allora era stato distribuito, oltre ad una distribuzione di denaro per il popolo di Roma. Prese poi le giuste precauzioni contro il prefetto del pretorio, Vitaliano, poiché sapeva che era fedele a Massimino Trace. Inviò, pertanto, il suo questore, persona fidata, a portare questi importanti messaggi segreti. Giunto a Roma con una delegazione, si presentò allo stesso Vitaliano, il quale, colto alla spovvista, fu ucciso. da uomini legati ai due usurpatori; molti amici di Massimino furono messi a morte, come pure il praefectus urbi Sabino fu ucciso dalla folla in una sommossa; e la rivolta sembrò aver successo. Questa fu invece la lettera che Gordiano inviò al Senato di Roma, per ottenerne il favore:
(Historia Augusta - I due Massimini, 16.2.)
Il Senato confermò Gordiano nuovo imperatore insieme al figlio, ed al nipote Gordiano III fu promessa la pretura, il consolato ed il titolo di Cesare, mentre Massimino ed il figlio furono proclamati "nemici pubblici", e la maggior parte delle province si schierarono con Gordiano I, tranne poche città ancora fedeli a Massimino. Ecco come si espresse il Senato, secondo la Historia Augusta:
(Historia Augusta - I due Massimini, 15.6-9.)
L'opposizione venne dalla confinante provincia di Numidia e dal suo governatore, Capeliano, il quale era rimasto fedele a Massimino Trace. Quest'ultimo, infatti, invase poco dopo la provincia di Africa con adeguate e ben addestrate forze militari, tra cui la Legio III Augusta, e si diresse su Cartagine. Gordiano II fu sconfitto e ucciso nella battaglia di Cartagine: in seguito alla morte del figlio, Gordiano I si suicidò, impiccandosi con una cinta. Avevano regnato per soli venti giorni.
Gordiano I deve la sua buona reputazione al suo carattere amichevole. Si dice che sia lui che il figlio avessero raggiunto una buona fama come letterati, pubblicando alcuni voluminosi lavori. Tuttavia essi non furono altrettanto validi come uomini di governo né ebbero la necessaria mano ferma. Avendo sostenuto la causa di Gordiano, il Senato fu costretto a continuare la lotta contro Massimino, e nominò Pupieno e Balbino coimperatori. Tuttavia per la fine del 238, l'unico imperatore riconosciuto fu Gordiano III, figlio di Antonia Gordiana.